# Antey-Saint-André
Antey-Saint-André ist eine italienische Gemeinde mit 565 Einwohnern (Stand 31. Dezember 2023) in der autonomen Region Aostatal.
Antey-Saint-André liegt in einer Höhe von 1074 m s.l.m. im Tal Valtournenche, einem Seitental des Aostatals.
Die antiken Ursprünge dieses Gebiets kann man noch an der Pfarrkirche aus dem 2. Jahrhundert erkennen.
In der Zeit des Faschismus trug das Dorf den italianisierten Namen Antei Sant’Andrea.
Die Nachbargemeinden sind Chamois, Châtillon, La Magdeleine, Saint-Denis, Torgnon und Valtournenche.